# Софі Кіш
Софі Кіш (угор. Szofi Kiss, 17 лютого 1995) — угорська плавчиня.
Учасниця Олімпійських Ігор 2012 року, де в змаганнях дуетів посіла 21-ше місце.